# ألان كين
ألان كين (بالإنجليزية: Alan Keane)‏ (23 سبتمبر 1984 بغالواي في جمهورية أيرلندا - ) هو لاعب كرة قدم أيرلندي في مركز الدفاع. لعب مع نادي سليغو روفرز ونادي غالواي ‏ وغالواي يونايتد ‏.

## وصلات خارجية
- ألان كين على موقع الاتحاد الأوربي (الإنجليزية)
- ألان كين على موقع قاعدة بيانات كرة القدم.إي يو (الإنجليزية)
- ألان كين على موقع Soccerway.com (الإنجليزية)